# Wimanius
Wimanius is een geslacht van uitgestorven mixosauride ichthyosauriërs en het enige geslacht in de familie Wimaniidae. Het leefde tijdens het Trias in wat nu Zwitserland is. Het werd beschreven door Maisch en Matzke in 1998 op basis van fossielen gevonden in de Monte San Giorgio-formatie.

## Naamgeving
De typesoort Wimanius odontopalatus werd in 1998 benoemd en beschreven door Michael Werner Maisch en Andreas Theodor Matzke. De geslachtsnaam eert Carl Wiman. De soortaanduiding betekent 'met tanden op het verhemelte'.
Het holotype is GPIT 1797, een schedel met onderkaken gevonden op de Monte San Giorgio in een laag van de Besanoformatie die dateert uit het Anisien-Ladinien. Maisch & Matzke viel de schedel op tijdens het onderzoeken van vermeende mixosaurusexemplaren in de collectie van de Universiteit van Tübingen.

## Beschrijving

### Grootte
Het holotype van Wimanius is een kleine ichthyosauriër van een meter lang en vier kilogram zwaar. De onderkaak is vijfentwintig centimeter lang.

### Onderscheidende kenmerken
In 1998 werden enkele kenmerkende eigenschappen aangegeven. De tanden in de bovenkaken staan in aparte tandkassen. Er zijn slechts negen maxillaire tanden. De tanden zijn kegelvormig zonder snijranden en hebben alle dezelfde bouw. De snuit is lang en slank, ongeveer twee derden van de schedellengte beslaand. De maxillaire tandrij eindigt nog voor de processus postnarialis. De processus postnarialis is lang, slank en slechts iets naar achteren gekromd. Het jukbeen is extreem lang en slank met een extreem lange opgaande tak. De inkeping tussen jukbeen en quadratojugale is vermoedelijk goed ontwikkeld. Het quadratojugale heeft een duidelijk afstaande maar korte tak naar het quadratum. Het supratemporale heeft een grote beenplaat op het achterhoofd. Het verhemeltebeen is groot en draagt een onregelmatige rij kleine puntige kegelvormige tandjes. Het pterygoïde is achteraan zeer slank, kennelijk met een kleine tak die naar achteren en binnen uitsteekt, terwijl de binnenrand van het achterste gedeelte vrijwel recht is, wat erop wijst dat de centrale opening tussen de pterygoiden klein is en deze de schedelbasis bedekken.
Ryosuke Motani stelde in 1999 dat het unieke vermeende tanddragende gedeelte van het verhemeltebeen in feite een deel was van het pterygoïde. De tandjes zijn maar een millimeter lang. De oogkassen zijn zeer groot maar dat kan komen doordat het een jong dier betreft.

## Fylogenie
De fylogenie van Wimanius is omstreden. In 1998 werd de soort incertae sedis geplaatst, in 1999 in een eigen Wimaniidae. Andere onderzoekers opperden een positie in de Mixosauridae of Shastasauridae. Het is ook gesuggereerd dat het om materiaal van Besanosaurus gaat.